# Cabinet Hoegner II
Le second cabinet de Wilhelm Hoegner est le gouvernement du Land de Bavière du 14 décembre 1954 au 16 octobre 1957, ce qui en fait le sixième gouvernement fédéré bavarois d'après-guerre.
Dirigé par le social-démocrate Wilhelm Hoegner, il était soutenu par une coalition entre le Parti social-démocrate d'Allemagne (SPD), le Parti bavarois (BP), le Parti libéral-démocrate (FDP) et le Bloc des réfugiés (GB/BHE).
C'est actuellement le dernier gouvernement de Bavière à avoir été dirigé par un social-démocrate et le seul à ne pas avoir l'Union chrétienne-sociale en Bavière (CSU) comme membre de la coalition au pouvoir.

## Composition
| Poste                                                           | Titulaire | Titulaire            | Parti  | Secrétaire d'État                                 |
| --------------------------------------------------------------- | --------- | -------------------- | ------ | ------------------------------------------------- |
| Ministre-président                                              |           | Wilhelm Hoegner      | SPD    | Albrecht Haas directeur de la chancellerie d'état |
| Vice-ministre-président Ministre de l'Agriculture et des Forêts |           | Joseph Baumgartner   | BP     | Erich Simmel                                      |
| Ministre de l'Intérieur                                         |           | August Geislhöringer | BP     | Ernst Vetter                                      |
| Ministre de la Justice                                          |           | Fritz Koch           | SPD    | Kurt Eilles                                       |
| Ministre des Finances                                           |           | Friedrich Zietsch    | SPD    | Joseph Panholzer                                  |
| Ministre de l'Économie et des Transports                        |           | Otto Bezold          | FDP    | Willi Guthsmuths                                  |
| Ministre de l'Enseignement et de la Culture                     |           | August Rucker        | Sans   | Hans Meinzolt                                     |
| Ministre du Travail et de l'Assistance sociale                  |           | Walter Stain         | GB/BHE | Karl Weishäupl                                    |